# Teresa Mas De Xaxars
Teresa Mas De Xaxars (ur. 13 września 1982 w Barcelonie) – hiszpańska wioślarka pochodzenia katalońskiego.

## Osiągnięcia
- Mistrzostwa Świata – Lucerna 2001 – czwórka podwójna wagi lekkiej – 5. miejsce[1].
- Mistrzostwa Świata – Sewilla 2002 – jedynka wagi lekkiej – 3. miejsce[1].
- Mistrzostwa Świata – Mediolan 2003 – dwójka podwójna wagi lekkiej – 8. miejsce[1].
- Igrzyska Olimpijskie – Ateny 2004 – dwójka podwójna wagi lekkiej – 11. miejsce[1].
- Mistrzostwa Świata – Gifu 2005 – jedynka wagi lekkiej – 3. miejsce[1].
- Mistrzostwa Świata – Eton 2006 – jedynka wagi lekkiej – 3. miejsce[1].
- Mistrzostwa Świata – Monachium 2007 – dwójka podwójna wagi lekkiej – 13. miejsce[1].
- Mistrzostwa Świata – Poznań 2009 – jedynka wagi lekkiej – 8. miejsce[1].
- Mistrzostwa Europy – Montemor-o-Velho 2010 – dwójka podwójna wagi lekkiej – 6. miejsce[1].